# 1111 Reinmuthia
1111 Reinmuthia este un asteroid din centura principală, descoperit pe 11 februarie 1927, de Karl Reinmuth.